# Brasil Open 2017
Brasil Open 2017 byl tenisový turnaj pořádaný jako součást mužského okruhu ATP World Tour, který se odehrával v areálu Esporte Clube Pinheiros na otevřených antukových dvorcích. Probíhal mezi 27. únorem  až 5. březnem 2017 v brazilském městě São Paulo jako sedmnáctý ročník turnaje.
Turnaj s rozpočtem 520 285 dolarů patřil do kategorie ATP World Tour 250. Nejvýše nasazeným v singlové soutěži se stal dvacátý čtvrtý tenista světa Pablo Carreño Busta ze Španělska. Posledním přímým účastníkem v hlavní singlové soutěži se stal 106. španělský hráč žebříčku Íñigo Cervantes.
Urugayec Pablo Cuevas se šestým singlovým titulem na okruhu ATP Tour stal druhým trojnásobným vítězem Brasil Open a prvním, jenž tento výkon dokázal bez přerušení. Deblovou trofej si odvezl brazilský pár Rogério Dutra da Silva a André Sá, který získal premiérovou společnou trofej.

## Rozdělení bodů a finančních odměn

### Rozdělení bodů
| Soutěž  | vítězové | finalisté | semifinalisté | čtvrtfinalisté | 16 v kole | 32 v kole | Q  | Q2 | Q1 |
| ------- | -------- | --------- | ------------- | -------------- | --------- | --------- | -- | -- | -- |
| dvouhra | 250      | 150       | 90            | 45             | 20        | 0         | 12 | 6  | 0  |
| čtyřhra | 250      | 150       | 90            | 45             | 0         | —         | —  | —  | —  |

### Finanční odměny
| Soutěž                              | vítězové | finalisté | semifinalisté | čtvrtfinalisté | 16 v kole | 32 v kole |
| ----------------------------------- | -------- | --------- | ------------- | -------------- | --------- | --------- |
| dvouhra                             | $81 220  | $42 775   | $23 175       | $13 200        | $7 780    | $4 610    |
| čtyřhra                             | $23 600  | $12 400   | $6 720        | $3 840         | $2 250    | —         |
| částka ve čtyřhře je uvedena na pár |          |           |               |                |           |           |

## Mužská dvouhra

### Nasazení
| Stát                          | Hráč                 | ATP | Nasazení |
| ----------------------------- | -------------------- | --- | -------- |
| Španělsko                     | Pablo Carreño Busta  | 24. | 1.       |
| Španělsko                     | Albert Ramos-Viñolas | 25. | 2.       |
| Uruguay                       | Pablo Cuevas         | 30. | 3..      |
| Portugalsko                   | João Sousa           | 39. | 4.       |
| Itálie                        | Fabio Fognini        | 45. | 5.       |
| Argentina                     | Diego Schwartzman    | 51. | 6.       |
| Argentina                     | Federico Delbonis    | 52. | 7.       |
| Argentina                     | Carlos Berlocq       | 66. | 8.       |
| Žebříček ATP k 20. únoru 2017 |                      |     |          |

### Jiné formy účasti
Následující hráči obdrželi divokou kartu do hlavní soutěže:
- Orlando Luz
- Akira Santillan
- João Souza

Následující hráč obdržel do hlavní soutěže zvláštní výjimku:
- Casper Ruud

Následující hráči postoupili z kvalifikace:
- Marco Cecchinato
- Guilherme Clezar
- Alessandro Giannessi
- Jozef Kovalík

## Mužská čtyřhra

### Nasazení
| Stát                                                                                   | Hráč                | Stát        | Hráč              | ATP  | Nasazení |
| -------------------------------------------------------------------------------------- | ------------------- | ----------- | ----------------- | ---- | -------- |
| Španělsko                                                                              | Pablo Carreño Busta | Uruguay     | Pablo Cuevas      | 60.  | 1.       |
| Chile                                                                                  | Julio Peralta       | Argentina   | Horacio Zeballos  | 90.  | 2.       |
| USA                                                                                    | Nicholas Monroe     | Nový Zéland | Artem Sitak       | 103. | 3.       |
| Nový Zéland                                                                            | Marcus Daniell      | Brazílie    | Marcelo Demoliner | 113. | 4.       |
| Žebříček ATP k 20. únoru 2017; číslo je součtem žebříčkového postavení obou členů páru |                     |             |                   |      |          |

### Jiné formy účasti
Následující páry obdržely divokou kartu do hlavní soutěže:
- Dušan Lajović /  Eduardo Russi Assumpção
- Fabrício Neis /  João Souza

Následující pár nastoupil z pozice náhradníka:
- Íñigo Cervantes /  Taró Daniel

## Přehled finále

### Mužská dvouhra
- Pablo Cuevas /  Albert Ramos-Viñolas, 6–7(3–7), 6–4, 6–4

### Mužská čtyřhra
- Rogério Dutra da Silva /   André Sá vs.  Marcus Daniell /  Marcelo Demoliner, 7–6(7–5), 5–7, [10–7]